# Лауд (округ)
Округ Лауд (енгл. County Louth, ир. Contae Lú) је један од 32 историјска округа на острву Ирској, смештен у његовом источном делу, у покрајини Ленстер.
Данас је округ Лауд један од 26 званичних округа Републике Ирске, као основних управних јединица у држави. Седиште округа је град Дандалк, а веома значајан је и град Дрогеда.

## Положај и границе округа
Округ Лауд се налази у источном делу ирског острва и североисточном делу Републике Ирске и граничи се са:
- север: округ Арма (Северна Ирска),
- исток: Ирско море,
- југ: округ Мид,
- запад: округ Монахан.

## Природни услови
Лауд је по пространству најмањих од свих ирских округа - заузима 32. место међу 32 округа.
Рељеф: Већи део округа Лауд је равничарско подручје, 60-120 метара надморске висине, посебно у средини и на југу. На крајњем северу је побрђе Слив Фојл са највишом тачком на 491 метру.
Клима Клима у округу Лауд је умерено континентална са изразитим утицајем Атлантика и Голфске струје. Стога град одликује блага и веома променљива клима.
Воде: Округ Лауд излази на Ирско море, где већи део обале припада подручју Дандалчког залива. Најважније реке у округу Лауд су Бојн и Каслтаун, које се у округу уливају у море.

## Становништво
По подацима са Пописа 2011. године на подручју округа Лауд живело је преко 120 хиљада становника, већином етничких Ираца. Ово је за тек нешто мање него на Попису 1841. године, пре Ирске глади и великог исељавања Ираца у Америку. Међутим, последње три деценије број становника округа расте по стопи од приближно 1% годишње.
Густина насељености - Округ Лауд има густину насељености од близу 150 ст./км², што је 2,5 пута више од државног просека (око 60 ст./км²). Приобални део округа је много боље насељен него залеђе.
Језик: У целом округу се равноправно користе енглески и ирски језик.